# Теории производительности
Тео́рии производи́тельности — экономические теории, рассматривающие взаимодействие между производством и распределением его результатов среди участников производства. Первоначально теории производительности выступали в виде теории факторов производства (Ж. Б. Сей, Ф. Бастиа и др.), согласно которой каждый фактор производства (труд, капитал, земля) участвует в создании стоимости общественного продукта и получает соответственный доход в форме заработной платы, прибыли и ренты. В конце XIX века американским экономистом Дж. Б. Кларком была разработана теория предельной производительности, которая под предельным продуктом понимала «естественный», «справедливый» уровень дохода, выплачиваемого каждому из факторов производства. Теории производительности тесно связаны с теорией вменения и теорией предельной полезности.